# Forte Tre Sassi
Il forte Tre Sassi o anche detto forte Tra i Sassi (in tedesco Werk Tre Sassi, in ladino Fort 'ntra i Sas o Fort Intra i Sass) si trova presso il passo di Valparola, tra il passo Falzarego ovvero il bellunese e la Val Badia in Alto Adige. Posto tra il Sass de Stria e il Piccolo Lagazuoi, il forte apparteneva al Subrayon V facente parte a sua volta del grande complesso di fortificazioni austriache al confine italiano.

## Storia

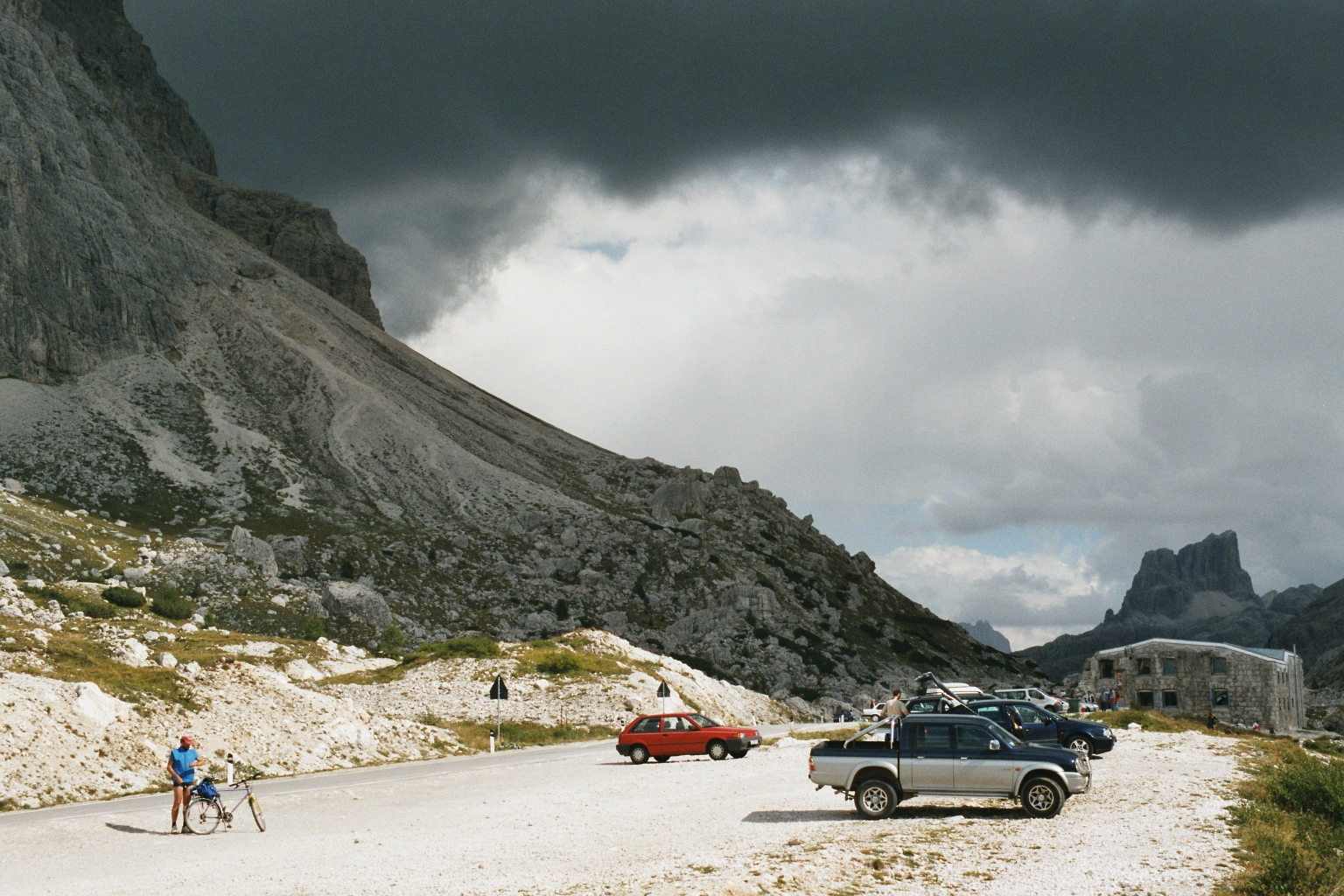
Il passo di Valparola e sullo sfondo il forte Tre Sassi.

La costruzione del forte da parte dell'esercito austro-ungarico ebbe inizio nel 1897. I lavori si protrassero fino al 1901. Tra il 1910 e il 1911 al forte vennero effettuati dei lavori di ammodernamento della struttura, per seguire i progressi dell'arte militare che si era modificata nel corso degli anni.
La funzione del forte era di respingere una possibile avanzata del Regio Esercito Italiano, che provenendo dalla Val Boite (Cortina d'Ampezzo) o dalla Val Cordevole (Caprile) poteva proseguire verso la Val Badia, e quindi la Val Pusteria.
Il giorno 5 luglio 1915 il forte fu colpito da alcuni proiettili da 210 mm provenienti dalla alta Val Costeana, dal monte Pore e da Larzonei. Questi causarono un cedimento della struttura del forte che lo rese inutilizzabile e ne causarono l'evacuazione. Nonostante i colpi subiti, l'esercito austro-ungarico decise di illuminarlo durante la notte, in modo tale da rendere la fortezza un falso bersaglio per i nemici italiani.

## Guarnigione del forte
Al forte poteva essere alloggiata una guarnigione di 50 uomini al comando di 2 ufficiali e 2 sottufficiali. Durante il bombardamento del 5 luglio 1915, 3 di loro (un ufficiale, un aspirante e un soldato) morirono.

## Armamenti principali
Il dato sugli armamenti si riferisce all'inizio della Prima Guerra Mondiale, quando il forte aveva due cannoni M.98 da 8 cm, alcuni cannoni piccoli da feritoia e due cannoni M.98 da 6 cm.
Per la difesa ravvicinata, il forte era armato con 4 mitragliatrici pesanti e 36 feritoie con affusti per fucile e mitraglia, che puntavano nella direzione di Sief, Col di Lana e passo Falzarego.

## Il museo della Grande Guerra delle Dolomiti
Oggi presso il forte, dopo un appropriato restauro, sorge il museo della Grande Guerra, che è di proprietà della regola di Cortina d'Ampezzo. La vendita dell'immobile diede origine a complesse e confuse trattative negli anni '30.
Il museo ospita, oltre che armi e equipaggiamenti dei soldati e del fronte, anche alcuni oggetti di uso comune nel fronte dolomitico.
Un particolare oggetto che è custodito nel forte è un vecchio proiettile da 305 mm, sezionato in tre pezzi, che fu sparato da un mortaio Skoda posizionato in Armentarola, ovvero in val Badia. Il colpo fu trovato non esploso dalla famiglia che cura il museo nella zona di Col dei Bois, nelle Tofane.
Tra il 2007-2008 vi fu il restauro del forte, con un costo stimato di 263.820,00 €. Al suo restauro e alla realizzazione del museo hanno contribuito anche il comitato per la creazione del museo in Cortina, le Regole d'Ampezzo, il comune di Cortina, la sovraintendenza delle Belle Arti del Veneto Orientale e l'Unione europea.

## Curiosità
Nelle vicinanze del forte si possono trovare alcune cose da vedere, come: la galleria Goiginger sul Sass de Stria, le trincee, con le baracche dove alloggiavano i soldati austriaci della postazione Edelweiss, un cimitero militare austro-ungarico e un altro dell'Alpenkorps germanico.
In ambito videoludico, il forte sembra essere stato riprodotto dalla casa videoludica DICE nel videogioco Battlefield 1 il quale è visibile da lontano sulla mappa multigiocatore "Monte Grappa" e, invece, nelle modalità di Deathmatch, Operazione e Dominio, il forte diventa parte giocabile della mappa.
Il forte compare in una scena del film Spider-Man: Far from Home.